# Thomas Olbricht
Thomas Olbricht (* 1948 in Wernesgrün) ist ein deutscher Kunstsammler und  Kunstmäzen, Chemiker, Arzt und ehemaliger Aufsichtsratsvorsitzender der Wella AG. Er gehört zu den Erben des Familienunternehmens.

## Leben
In Marburg und Bochum studierte Olbricht Chemie und wurde 1974 zum Doktor der Naturwissenschaften promoviert. Anschließend studierte Olbricht Medizin an der Universität Essen und wurde 1979 zum Dr. med. promoviert.

## Wirken

### Medizin
1989 wurde er in Essen zum Privatdozenten für Innere Medizin und Endokrinologie und 1994 zum Professor für Innere Medizin ernannt. Im selben Jahr gründete er eine Praxis für Endokrinologie.

### Kunst
Seit 1986 sammelt Olbricht Bildende Kunst mit Schwerpunkt Zeitgenössische Kunst. 2010 eröffnete an der Berliner Auguststraße der me Collectors Room Berlin, in dem er seine Olbricht Collection und Auszüge anderer internationaler privater Kunstsammlungen zeigt. Zudem beherbergt der me Collectors Room Berlin im Obergeschoss eine Wunderkammer, die Kunst, Antiquitäten, Raritäten, Möbel, anatomische Modelle und ausgestopfte Tiere seit der Renaissance zeigte. Im Mai 2020 wurde bekannt, dass Olbricht seinen Sitz von Berlin ins Ruhrgebiet verlegt. Mit seiner letzten Ausstellung und dem Rückblick „10 years me Collectors Room Berlin“ schloss er sein Projekt des eigenen Museums ab, trennt sich von einem Großteil seiner Objekte, um sein Engagement auf die kulturelle Bildung von Kindern und Jugendlichen zu verstärken.

### Weitere Mitgliedschaften
Ab 1992 war Olbricht Mitglied im Aufsichtsrat der Wella AG, 2002/2003 als dessen Vorsitzender. Beim Verkauf der Wella AG an Procter & Gamble erlöste Olbricht für seine Anteile 165 Mio. Euro.

## Vermögen
Das Vermögen von Thomas Olbricht wird vom Manager Magazin mit ca. 850 Millionen Euro angegeben und in der Liste der 500 reichsten Deutschen auf Rang 138 geführt (Stand 2013).

## Sonstiges
Sein Großonkel war der Widerstandskämpfer Friedrich Olbricht, der maßgeblich am Attentat vom 20. Juli 1944 auf Adolf Hitler beteiligt war.